# Boletín sobre estupefacientes
El Boletín sobre Narcóticos es una publicación de la Oficina de Naciones Unidas contra la Droga y el Delito. Fue publicado por primera vez en 1949, el boletín entrega una gran cantidad de información sobre la historia legislativa de los tratados sobre control de drogas que han tenido lugar en el siglo XX, incluyendo los primeros tratados así como:
- La Convención Única sobre Estupefacientes de 1961
- La Convención sobre sustancias psicotrópicas de 1971
- La Convención de las Naciones Unidas contra el tráfico ilegal de estupefacientes y sustancias psicotrópicas de 1988